# Jean-Pierre Cortot
Jean-Pierre Cortot (Parigi, 20 agosto 1787 – Parigi, 12 agosto 1843) è stato uno scultore francese.

## Biografia
Cortot fu allievo di Charles-Antoine Bridan (1730-1805). Dopo aver vinto l'ambitissimo Prix de Rome nel 1809, divenne pensionnaire dell'Accademia di Francia a Roma.

## Opere
Opere maggiori di Jean-Pierre Cortot:
- 1817-1818: Pandora, museo di belle arti di Lione;
- 1821: Statua di Luigi XIII, Place des Vosges a Parigi;
- 1833: Il trionfo del 1810, Arco di Trionfo di Parigi;
- 1836: Statua di Brest, Place de la Concorde a Parigi.

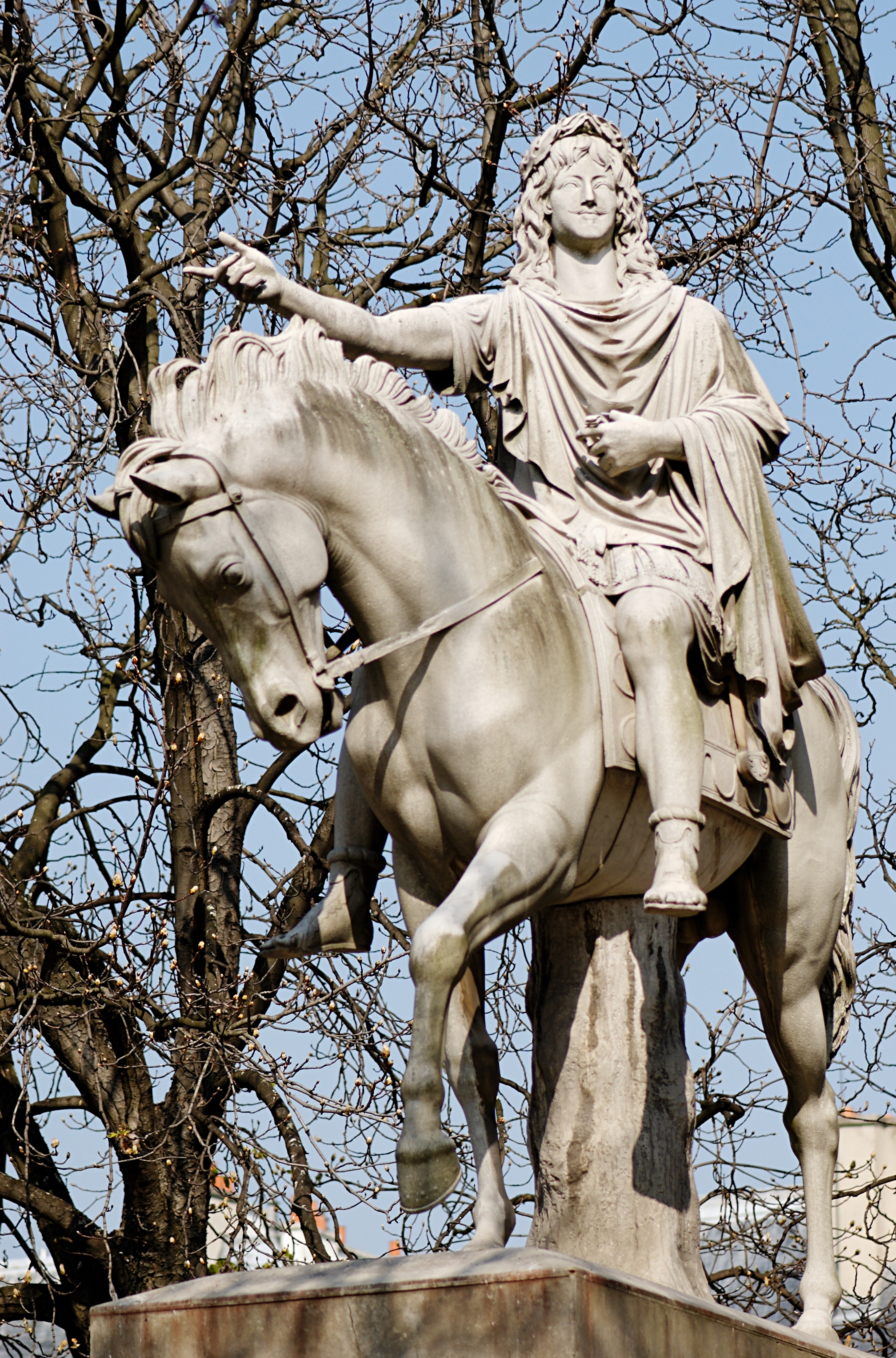
Statua di Luigi XIII, Place des Vosges a Parigi, 1821
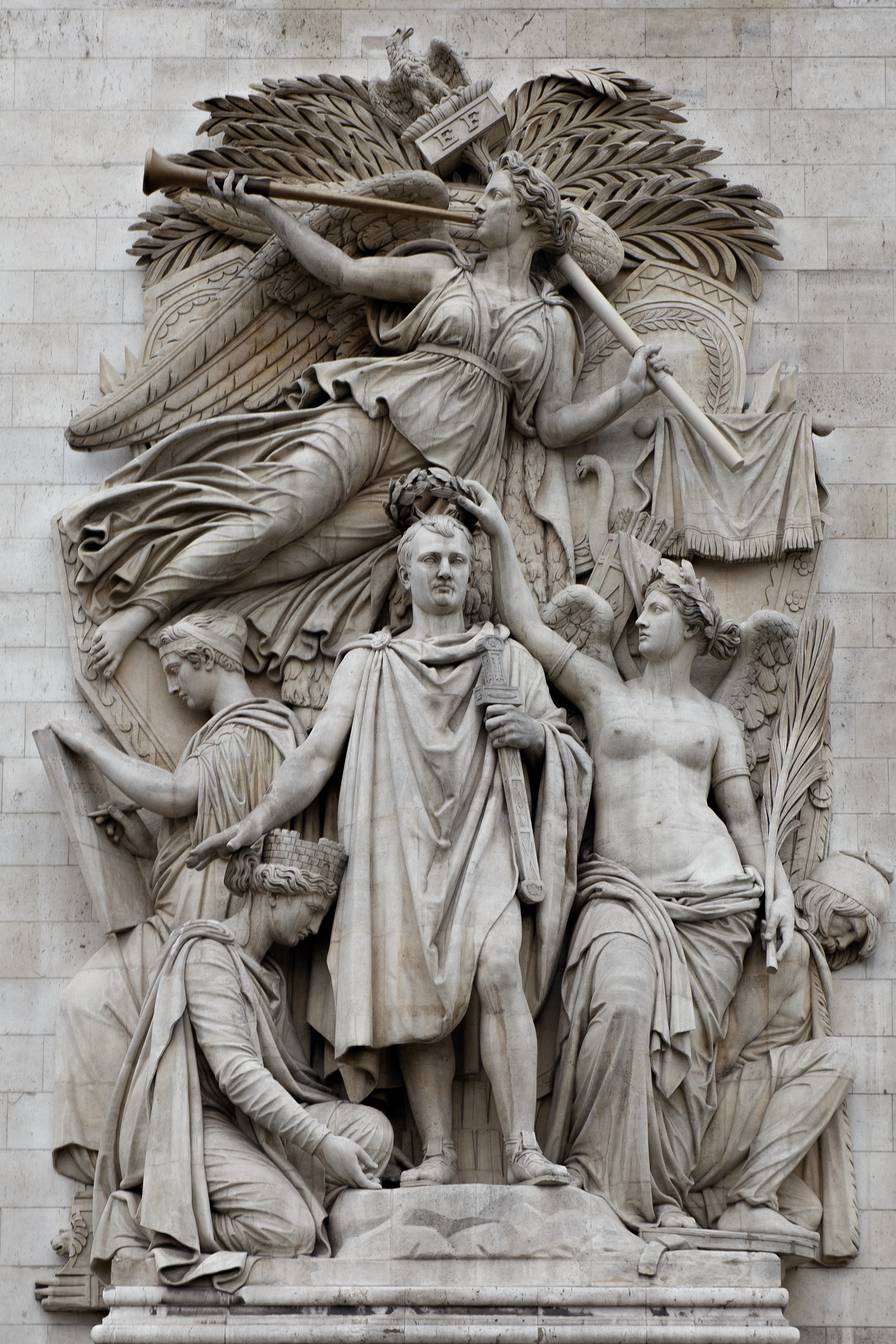
Il trionfo del 1810, Arco di Trionfo di Parigi, 1833
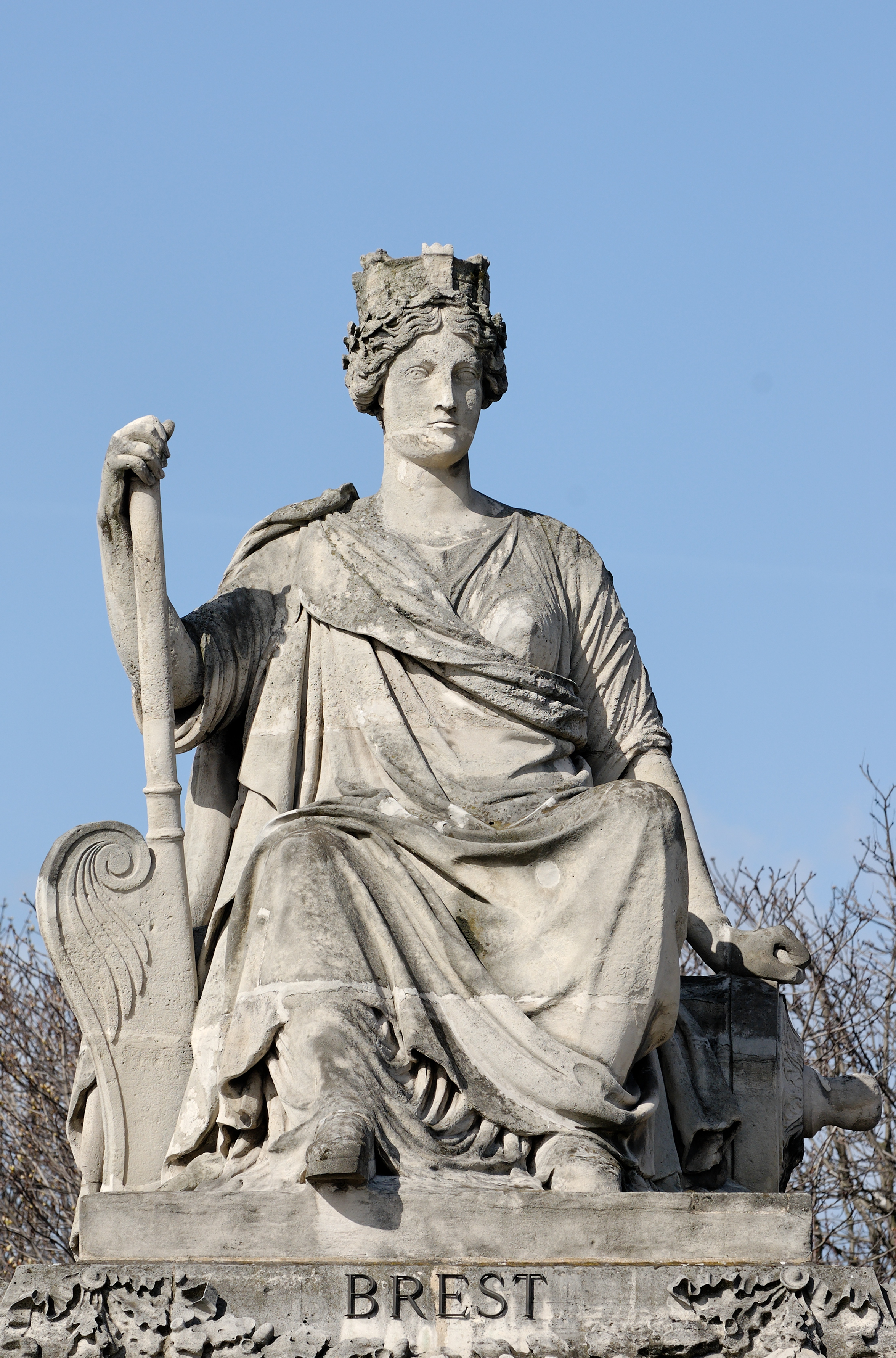
Statua di Brest, Place de la Concorde a Parigi, 1836